# All Cheerleaders Die
All Cheerleaders Die es una película de terror sobrenatural estadounidense de 2013 escrita y dirigida por Lucky McKee y Chris Sivertson y protagonizada por Caitlin Stasey. Es una remake del film del mismo nombre del año 2001.  La película tuvo su estreno mundial el 5 de septiembre de 2013, en el Festival Internacional de Cine de Toronto y tuvo un lanzamiento de cines limitado en junio de 2014.

## Argumento
La película se abre con Maddy Killian (Caitlin Stasey) filmando a su amiga de la infancia, Alexis (Felisha Cooper) mientras se prepara para los últimos días de clases antes de las vacaciones de verano y para animar la práctica. Se discute la importancia que tiene mantenerse en forma y cómo algunas porristas pueden ser peligrosas, señalando que algunos de los más avanzados movimientos de las animadoras fácilmente pueden terminar con lesiones graves o mortales. Esto demuestra ser el caso cuando Alexis es lanzada en el aire y sus compañeros de equipo no logran atraparla a tiempo, lo que resulta en su muerte.
Una vez que la escuela se reanuda, Maddy decide que va a probar para el equipo de porristas y se las arregla para impresionar a todo el equipo con sus habilidades acrobáticas. Después de ser aceptada, Maddy señala que Tracy (Brooke Butler) ha comenzado a salir con Terry (Tom Williamson), un futbolista estrella que había estado saliendo con Alexis antes de su muerte. Ella comienza a llevarse bien con las demás porristas, Martha, la excesivamente religiosa y remilgada (Reanin Johannink) y su hermana tímida, Hanna (Amanda Gracia Cooper), que ejerce como la mascota. Esto provoca que la exnovia de Maddy, Leena (Sianoa Smit-McPhee), no pueda entender por qué Maddy querría estar con ellas. Sin el conocimiento de todos los demás, Maddy en realidad se ha unido al equipo de animadoras para vengarse de Terry por razones aún no especificadas.
Maddy comienza a tomar su venganza por Tracy convenciéndola de que Terry la había engañado durante el verano, e incluso se las arregla para seducirla con éxito en una reunión de grupo de animadoras y jugadores de fútbol. Esto perjudica enormemente a Leena (que había estado observando la reunión de lejos) y Terry, inicia una pelea, y prohíbe a los "perros" (jugadores de fútbol) que salgan con las "perras" (cheerleaders).
A continuación, golpea a Tracy en un ataque de ira. Las porristas tratan de escapar de un euforico Terry, sólo para que éste cause un accidente que cobra la vida de todas las porristas. Horrorizada por lo que ha visto, Leena logra revivir todas las animadoras muertas utilizando magia Wicca y piedras mágicas. Al día siguiente, las chicas están desorientadas y asustadas, especialmente Martha y Hanna, ya que de alguna manera también han cambiado de cuerpos.
Ninguno de ellas recuerda exactamente lo que sucedió hasta que Leena se los revela. También están muy hambrientas, que las lleva a atacar a uno de los vecinos de Leena y chupar toda su sangre. Las chicas luego van a la escuela, donde los jugadores de fútbol las miran con incredulidad, ya que ellos habían pensado que habían muerto. Durante el día, las porristas escogen de los jugadores de fútbol, uno por uno, ya sea por hambre o, en el caso de Martha, de la ira cuando se da cuenta de que su hermana se acostó con su novio, Manny (Leigh Parker), usando su cuerpo.
Mientras que las chicas estaban inicialmente dispuestas a trabajar juntas, su solidaridad se desenreda debido a las muertes del día y el descubrimiento del diario en vídeo de Maddy que se había unido a laa animadoras por venganza. Ella trata de explicar su cruel crítica sobre ellas, pero ninguno de las otras va a escucharla, sobre todo Tracy, ya que ella realmente había empezado a enamorarse de Maddy.
La única persona que escucha es Leena y Maddy le dice que ella había sido violada por Terry al intentar filmar un video en memoria de Alexis y que la venganza hasta ese momento, no había querido. Las chicas son luego recogidas una a una por Terry, que ha descubierto lo que está pasando y se las arregla para derrotarlas mediante la reducción de las piedras mágicas (que residen en los cuerpos de las chicas) y tragarlas.
Terry logra acaparar a Maddy y Leena en un cementerio, donde trata de forzar a Leena de mostrarle cómo utilizar su magia para su beneficio, sólo para que él muera después de que Maddy lo ataca y la magia de Leena de alguna manera se las arregla para obligar a las piedras salir de él. Maddy vuelve a morir como resultado de esto, pero Leena logra reanimarla a través de su propio dolor, lo mismo que causó la resurrección originariamente. Las dos se abrazan y se besan, sólo para encontrar a una sangrienta Alexis desgarrando su salida del cadáver de Terry (como había aterrizado en su tumba) y gritando el nombre de Leena. La película luego muestra los títulos finales, lo que revela que la película es parte de una franquicia y que habrá una secuela.

## Reparto
- Caitlin Stasey como Maddy Killian.
- Sianoa Smit-McPhee como Leena Miller.
- Brooke Butler como Tracy Bingham.
- Amanda Grace Cooper como Hanna Popkin.
- Reanin Johannink como Martha Popkin.
- Tom Williamson como Terry Stankus.
- Chris Petrovski como George Shank.
- Leigh Parker como Manchester 'Manny' Mankiewitz.
- Nicholas S. Morrison como Ben Fector.
- Jordan Wilson como Vik De Palma.
- Felisha Cooper como Alexis Andersen.
- Michael Bowen como Larry.

## Recepción
Las críticas de All Cheerleaders Die han sido mixtas y sostiene una clasificación de 50% "podrido" en Rotten Tomatoes basado en 36 comentarios, con el consenso, "All Cheerleaders Die sets out to subvert horror tropes, but ends up falling victim to many of the same trashy cliches it's trying to mock". We Got This Covered apreció a la película por su originalidad, y se suma a ella diciendo "Mindless and contrived at points, no doubt, but All Cheerleaders Die is undeniably a witching, bitching good time worthy of the cliffhanger ending that suggests a future sequel may be in the cards." Fearnet además le dio un comentario positivo, diciendo: "What's probably most amusing about All Cheerleaders Die is that it will probably earn a lot of rentals from young male horror fans who smile at the idea of five evil succubi and the promise of some lesbian kissing -- when it's actually a very smart and subversive satire about the way women are (very) often objectified in horror films." En contraste, Reel Film crítico a la película por ser demasiada blanda y no utilizar plenamente su premisa, que el espectador sintió creer que tendría.